# Kosijer Selo
 Kosijer Selo  falu Horvátországban, Károlyváros megyében. Közigazgatásilag Szluinhoz tartozik.

## Fekvése
Károlyvárostól 33 km-re délre, községközpontjától 10 km-re északra, a Kordun területén fekszik.

## Története
A falunak 1857-ben 114, 1948-ban 158 lakosa volt. Trianonig Modrus-Fiume vármegye Szluini járásához tartozott. 2011-ben  5 lakosa volt.

## Lakosság
| Lakosság változása | Lakosság változása | Lakosság változása | Lakosság változása | Lakosság változása | Lakosság változása | Lakosság változása | Lakosság változása | Lakosság változása | Lakosság változása | Lakosság változása | Lakosság változása | Lakosság változása | Lakosság változása | Lakosság változása | Lakosság változása |
| ------------------ | ------------------ | ------------------ | ------------------ | ------------------ | ------------------ | ------------------ | ------------------ | ------------------ | ------------------ | ------------------ | ------------------ | ------------------ | ------------------ | ------------------ | ------------------ |
| 1857               | 1869               | 1880               | 1890               | 1900               | 1910               | 1921               | 1931               | 1948               | 1953               | 1961               | 1971               | 1981               | 1991               | 2001               | 2011               |
| 114                | 0                  | 0                  | 0                  | 0                  | 0                  | 0                  | 0                  | 158                | 169                | 145                | 117                | 0                  | 0                  | 3                  | 5                  |